# Rebecca More
Rebecca More née le 7 aout 1980 est une actrice pornographique anglaise et mannequin. Elle est connue pour avoir formé le duo des Cock Destroyers avec Sophie Anderson en octobre 2018 à la suite d'une vidéo devenue virale.

## Carrière
Après avoir obtenu un diplôme de droit à l'Université de Thames Valley More fait ses débuts en tant que Camgirl, stripteaseuse puis en tant qu'escorte. Elle multiplie les apparitions sur des sites pour adultes et a tourné dans plus de 150 films pornographiques depuis 2010. Elle est souvent considérée comme faisant partie de la catégorie des MILF.
L'année de sa nomination aux XBIZ Awards elle fait le buzz sur internet à la suite de la publication d'une vidéo de promotion aux côtés de Sophie Anderson où elles se nomment "The Cock Destroyers" ("Les destructrices de bites" en français). Popularisée par la Communauté LGBT sur les réseaux sociaux à la suite de leur vidéo (devenue un meme) le duo a très rapidement été érigée au stade d’icônes gay. À partir de ce moment elles multiplient les apparitions dans des boites de nuit gay et apparaissent pour des rôles non-sexuels dans le film "A tale of two cock destroyers" sur Men.com.
En 2020 elles présentent ensemble l'émission Slag Wars : The Next Cock Destroyer, une compétition de télé-réalité inclusive pour devenir une star du porno queer,.
Le duo se sépare en 2021, More et Anderson reprennent leur carrière séparément.

## Nominations
2018 – XBIZ Europa Awards: Best Sex Scene – Glamcore pour Malice Before Daylight – Nommée